# Standing in the Shadow
Standing in the Shadow è una canzone del gruppo musicale britannico Whitesnake, estratta come singolo dall'album  Slide It In nel 1984. Il lato B contiene All or Nothing, nella versione remix per gli Stati Uniti con John Sykes alla chitarra e Neil Murray al basso.

## Tracce
Il 45 giri edito per il mercato britannico contiene le seguenti tracce:
1. Standing in the Shadow – 3:32 (David Coverdale)
2. All or Nothing (American mix) – 3:34 (Coverdale, Mel Galley)

## Formazione

### Versione britannica
- David Coverdale – voce
- Micky Moody – chitarre
- Mel Galley – chitarre, cori
- Colin Hodgkinson – basso
- Jon Lord – tastiere
- Cozy Powell – batteria